# Gaborone
Gaborone er hovedstaden i Botswana. Den havde 246.325 indbyggere i 2022.
I 1965 blev Gaborone hovedstad i Bechuanaland i stedet for Mafeking. Mafeking lå udenfor Bechuanaland (i dagens Sydafrika), og da Botswana skulle være selvstændigt, behøvedes en hovedstad inden for landets grænser.